# Marià Homs i Montserrat
Marià Homs i Montserrat (Manresa, 25 de maig de 1901 - 20 d'octubre de 1975) fou un personatge polifacètic portant a terme activitats com a futbolista, músic i polític.
Fill de pare llauner i mare pagesa, als anys vint va destacar com a futbolista del Centre d'Esports Manresa, i del RCD Espanyol. Es retirà el 12 de febrer de l'any 1928 en un partit d'homenatge que enfrontà el CE Manresa i el RCD Espanyol i que guanyà aquest darrer per 1 gol a 4.
Musicalment fou subdirector de l'Orfeó Manresà. L'any 1927 fundà el Trio Ars on hi tocava el violí. Als anys trenta tocà en diversos conjunts de ball, especialment a l'orquestra Els Fatxendes. El 1935, juntament amb Miquel Blanch i altres músics, crearen una orquestra simfònica sota la protecció de l'Associació de Cultura Musical. Després de l'assassinat del Mestre Blanch, el 1936, ocupà el càrrec de director de l'Escola Municipal de Música de Manresa. També fou president del Sindicat Musical de Manresa i president de la Societat d'Autors.
En l'àmbit de la política, milità a Estat Català, partit del qual en va ser president de les seves Joventuts. El 14 d'abril de 1931 va ser membre de la Junta de Govern Republicana Provisional de Manresa.
L'any 1934 va fundar i dirigir la revista Avançada, que propugnava un republicanisme catalanista i revolucionari. Aquell mateix any, el 20 de març fou ferit en un atemptat al carrer del Born de Manresa. Arran dels Fets del sis d'octubre, fou detingut com a cap dels Escamots d'Estat Català, sent el primer ciutadà manresà en ingressar a la presó de la ciutat. Després de ser alliberat el Nadal d'aquell mateix any, abandonà la política. En acabar la guerra va ser represaliat perdent la posició de funcionari de l'Ajuntament de Manresa i condemnat a 9 anys de presó por rebelión militar.
Durant el franquisme fou professor de violí i de guitarra i es dedicà a la música popular. Fundà la seva pròpia orquestra.
L'any 1956, el president del Centre d'Esports Manresa, Jordi Basiana, li encarregà la reconstitució de l'himne del club, actualment encara vigent, amb motiu de les noces d'or del Club. Abans ja havia compost el del Club Natació Manresa (1945) i després també va escriure el de l'Escola Joviat (1966).
Se li coneix la sardana Amorosa.